# Крекінг

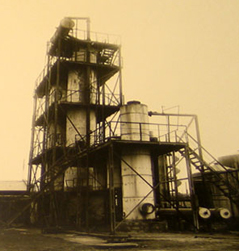
Установка термічного крекінгу, Баку, 1934.

Крекінг (англ. cracking, нім. Krack, Kracken n, Krackung f, Spalten n, Spaltung f) — процес, термічна (див. термоліз) або каталітична (див. каталіз) переробка вуглеводнів, наприклад, нафтових фракцій, при якій молекули важких вуглеводів розщеплюються на простіші. Основними продуктами крекінгу є компоненти моторних палив.

## Історія
Перша у світі промислова установка безперервного термічного крекінгу нафти була створена і запатентована інженером В. Г. Шуховим і його помічником С. П. Гавриловим у 1891 році (патент Російської імперії № 12926 від 27 листопада 1891 року). Була зроблена експериментальна установка, але розробка не продовжувалася. У першому десятилітті 20 століття американські інженери Вільям Мерріам Бертон і Роберт Е. Хамфріс незалежно один від одного розробили та запатентували подібний процес, як патент США 1 049 667 від 8 червня 1908 року. Серед його переваг був той факт, що і конденсатор, і котел  постійно перебувають під тиском. Бартоном була споруджена перша промислова установка в США в 1915–1918 роках. Перші радянські промислові установки крекінгу побудовані В. Г. Шуховим в 1934 році на заводі «Радянський крекінг» в Баку.

## Термічний крекінг
Термі́чний кре́кінг — високотемпературна переробка нафти та її фракцій з метою отримання, як правило, продуктів з меншою молекулярною масою — легких моторних і котельних палив, неграничних вуглеводнів, високоароматизованої сировини, нафтового коксу.

## Каталітичний крекінг
Каталітичні процеси відрізняються від термічних тим, що пара нафтової сировини пропускається над каталізатором, що прискорює і спрямовує хід реакцій у бік утворення необхідних продуктів при більш м'яких умовах.
При каталітичному крекінгу, у якому всі процеси перетворення вуглеводнів нафти протікають в умовах гетерогенного каталізу, отримують продукти, різко відмінні за складом від продуктів термічного крекінгу і піролізу.

## Гідрогенізаційний крекінг
Дозволяє одержувати значну кількість легких продуктів при використанні як сировини важких нафтових дистилятів, важких нафт, нафтових залишків — малоцінних мазутів. При цьому процесі одержують бензин, дизельне і котлове паливо. Процес протікає в одну чи в дві стадії (у випадку важкої сировини).

## Продукти крекінгу
При парофазному крекінгу (580-600 °С і 0,2-0,5 МПа) гас-газойлевих фракцій виходить близько 60 % бензину з високим октановим числом (70-88), 10-15 % крекінг-залишку і до 30 % газу. Більш важку сировину, як правило, в цьому процесі не використовують через закоксовування апаратури. При парофазному крекінгу утворюється велика кількість неграничних вуглеводнів, які є цінною хімічною сировиною, але це ускладнює очищення бензину. До недоліків парофазного крекінгу відносять менший вихід бензину в зв'язку з великим газоутворенням, знижену стабільність бензину, порівняно малу продуктивність установок і необхідність мати великі розміри апаратури через великий об’єм пари і газів при високій температурі і малому тиску.
При крекінгу нафтової сировини утворюється газ, рідкі і тверді продукти. Вихід газу при рідиннофазному крекінгу 5-6, а при парофазному — 25-30 %. В газах рідиннофазного крекінгу більше алканів і менше ненасичених вуглеводнів, а в газах парофазного крекінгу — навпаки.
Крекінг-бензини — безбарвні чи жовтуватого кольору рідини з неприємним запахом через наявність сірчистих сполук і діолефінів. Густина їх 0,72-0,8 г/см³, від бензинів прямого перегону вони відрізняються значним вмістом ненасичених і ароматичних вуглеводнів і малим вмістом нафтенів. Ненасичені вуглеводні складаються з олефінів, а кількість діолефінів коливається від 0,1 (рідиннофазний крекінг) до 1 % (парофазний крекінг). Ароматичні вуглеводні представлені головним чином толуолом та іншими алкілбензолами.
Крекінг-залишки — це рідини з густиною порядку 1,0 г/см³, які складаються з висококонденсованих ароматичних і гідридних сполук. Вони використовуються як сировина для коксування і котельного палива.
При термічному крекінгу, крім бензинової, відбирають іноді і гасову та газойлеву фракцію, однак продукти цих фракцій мають підвищену схильність до засмолення і їх не використовують як моторні палива, а повертають на повторний крекінг. Із суміші крекінг-гасу з гасом прямого перегону одержують тракторне паливо.